# Борсук Ігор Ігорович
Ігор Борсук (нар. 6 квітня 1983, Київ) — український футзаліст, гравець у пляжний футбол. Гравець збірної України з пляжного футболу.
Почав заняття футболом у 6 років у дитячій юнацькій школі «Динамо Київ», яку відвідував протягом 10 років. У юнацькі роки грав за «Локомотив-МСМ-ОМІКС» Київ.

## Професіональний футбол

### Футзал
З 2005 року грав за київські команди ФК"Зірка", ФК «НіКа», «АФ» Метрополітен, ФК"Плесо", ФК"ХІТ". У складі ФК «ХІТ» займав друге місце в Бізнес лізі Києва сезонів — 2011–2012, 2012–2013.
Чемпіон Черкаської області з футзалу 2012 року в складі МФК "Христинівка" та чемпіон Черкаської області з футзалу в складі ФК "Меркурій" Звенигородка.

### Пляжний футбол
З 2007 року в складі київської команди «Нова Ера» почав брати участь у чемпіонаті України. В тому ж році став чемпіоном України. Протягом 2009–2012 року був гравцем київських команд «БРР» та «Майндшер» (в 2012 році також чемпіон України).
2009 року запрошений до складу збірної команди України на чемпіонат Європи — відбірковий турнір УЄФА до чемпіонату світу з пляжного футболу, але за станом здоров'я не вийшло поїхати на відбір. У складі збірної України з пляжного футболу грає з 2010 року, учасник чемпіонатів світу 2011, чемпіон Європи (2010) та бронзовий призер європейської першості (2012). У багатьох матчах носив капітанську пов'язку збірної України.
Учасник клубного чемпіонату світу 2011 у Бразилії в складі ПФК «Локомотив» (Москва), який зайняв четверте місце.
У сезоні 2013 року виступав одночасно за київський клуб «Артур М'юзік» і ПФК «Строгино» (Москва). А також у складі київської команди «Гріффін» став срібним призером Ліги чемпіонів по пляжному футболу та у складі «Артур М'юзік» посів перше місце в Чемпіонаті України з пляжного футболу.
2022 року став чемпіоном Іспанії у складі «Леванте».

## Освіта, особисте життя
Закінчив Податкову Академію в місті Ірпінь. Одружений, двоє дітей — дочка Поліна, син Антон.

## Титули та досягнення

### Командні

#### Футзал
«ХІТ»
- Екстра-ліга
  -  Срібний призер чемпіонату України (1): 2019/20
  -  Бронзовий призер чемпіонату України (2): 2018/19, 2020/21
- Кубок України
  -  Фіналіст (5): 2014/15, 2015/16, 2016/17, 2019/20, 2020/21
- Суперкубок України
  -  Володар (1): 2017
- Перша ліга
  -  Переможець (2): 2015/16, 2016/17

#### Пляжний футбол
«ХІТ»
- Чемпіонат України
  -  Чемпіон (1): 2015

«Леванте»
- Чемпіонат Іспанії
  -  Чемпіон (1): 2022

### Особисті

#### Пляжний футбол
- Трійка найкращих гравців пляжного футболу України: 2021[3]
- 100 найкращих гравців пляжного футболу світу: 2021[4]